# Pingus (Gattung)
Pingus ist eine Gattung der Spulwürmer mit 25 Arten. Sie sind Parasiten bei Fischen.

## Merkmale
Pingus hat die Eigenschaften der Quimperiinae. Das vordere Ende des Ösophagus bildet einen Pharynx. Die Deiriden treten nicht hervor.

## Systematik
Das Interim Register of Marine and Nonmarine Genera listet folgende Arten:
- Pingus aori Khan & Yaseen, 1969
- Pingus bagarii Karve, 1941
- Pingus baylisi (Khera, 1955)
- Pingus buckleyi Agrawal, 1965
- Pingus callichroi Karve, 1941
- Pingus chauhani (Misra & Tiwari, 1986)
- Pingus gomtii (Gupta & Bakshi, 1980)
- Pingus guptai Gupta & Masoodi, 2000
- Pingus hanumanthai (Gupta & Jaiswal, 1988)
- Pingus hemibagri (Wang, 1987)
- Pingus indica (Gupta & Srivastava, 1984)
- Pingus lucknowai (Gupta & Verma, 1976)
- Pingus macronis Stewart, 1914
- Pingus madhuai (Sood, 1973)
- Pingus mysti (Yu & Wang, 1992)
- Pingus nangalensis (Kaur, 1990)
- Pingus ophiocephali (Gupta & Jaiswal, 1987)
- Pingus seenghalai Rai, 1969
- Pingus sinensis Hsu, 1933
- Pingus tewarii (Gupta & Naqvi, 1986)
- Pingus tori (Gupta & Srivastava, 1984)
- Pingus vermae Gupta & Masoodi, 2000
- Pingus vittatusi Agrawal, 1965
- Pingus wallagonia Sood, 1968
- Pingus yamunaii (Mithlesh & Pandey, 1983)